# 横山雅男

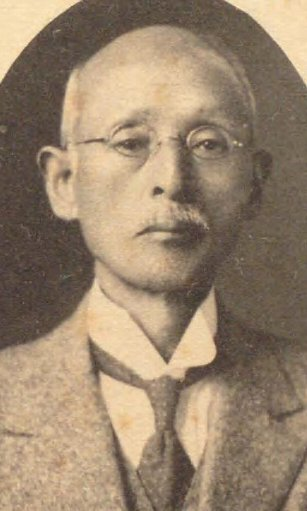
横山雅男

横山　雅男（よこやま　まさお、文久2年10月15日（1861年12月16日） - 1943年（昭和18年）2月22日）は、日本の統計学者。安芸国賀茂郡吉土実村（現・広島県東広島市）出身。 

## 経歴
広島県師範学校（広島大学教育学部の前身）卒業。広島県内で小学校教員を務めた後上京。当時はまだ新奇な学問であった統計学の存在を知り、表記学社（1878年スタチスチック社、1892年統計学社と改名、1944年東京統計協会と合併し日本統計協会と改称）が1883年、杉亨二や岩崎弥太郎、渋沢栄一、世良太一らの尽力で設立した日本で最初で最後の統計専門学校「共立統計学校」の第一期生として入学。3年間、杉亨二の弟子として本格的に統計学を学ぶ。「共立統計学校」は横山ら第一期生を輩出して1886年、僅か3年で廃校となった。卒業後、表記学社及び後進会社・協会の常任委員・評議員・幹事を務め、1926年から1935年までは同社社長として『統計学雑誌』等の編集、刊行を行う。また生涯を通じて著書、論文を発表しながら統計学の研究と普及に努めた。専修学校（専修大学の前身）をはじめ、大日本私立衛生会（日本医師会の前身の一つ）、東京郵便電信学校、中央および地方統計講習所等、数多くの学校で統計学の講師を務め、慶應義塾大学では約20年間にわたって統計学を講じ多くの後進を育てた。1903年には陸軍教授に任命され、陸軍大学校で統計学を教授。1913年には内閣統計局兼任統計官を務めた。また全国各地の講習会に出向き統計学を講義。横山らの講習を受けた人員は10数年間で全国約2万人に上った。この講習会の多くで横山の著した『統計通論』が用いられ、当時の日本に於ける統計実務担当者の事実上の標準・教科書としての役割を果たした。この書は20版を重ね中国語にも翻訳され、当時の中国の統計行政にも用いられたとされる。
日本に於ける統計学黎明期を支え、統計学普及最大の功労者の一人である。

## 栄典
- 1919年（大正8年）8月11日 - 従五位[1]
- 1921年（大正10年）7月1日 - 第一回国勢調査記念章[2]

## 主な著書
- 『統計講義録』（1900年）
- 『統計通論』（1901年）
- 『国勢調査の実行を望む』（1901年）